# Delia nuda
Delia nuda este o specie de muște din genul Delia, familia Anthomyiidae. A fost descrisă pentru prima dată de Gabriel Strobl în anul 1899. Conform Catalogue of Life specia Delia nuda nu are subspecii cunoscute.